# Porcupine Meadows Park
Porcupine Meadows Park är en park i Kanada.   Den ligger i provinsen British Columbia, i den södra delen av landet, 3 300 km väster om huvudstaden Ottawa. Porcupine Meadows Park ligger 1 815 meter över havet.
Terrängen runt Porcupine Meadows Park är kuperad åt sydväst, men åt nordost är den platt. Porcupine Meadows Park ligger uppe på en höjd. Trakten runt Porcupine Meadows Park är nära nog obefolkad, med mindre än två invånare per kvadratkilometer.. Det finns inga samhällen i närheten. 
I omgivningarna runt Porcupine Meadows Park växer i huvudsak barrskog.